# Sybra ponapensis
Sybra ponapensis là một loài bọ cánh cứng trong họ Cerambycidae.